# Calle de Montero Calvo
La calle de Montero Calvo es una vía urbana de la ciudad de Valladolid, España.

## Descripción
Aparece descrita en Las calles de Valladolid de Juan Agapito y Revilla de la siguiente manera:

«Calle del Verdugo» se llamó primeramente a esta calle, por lo que ya dije en otro lugar, de haber tenido su vivienda en una calleja que a ella salía el ejecutor de la Justicia. Y hay quien expresa que aún antes se tituló «calle del Lobo», por uno que dicen se presentó en cierta ocasión en la huerta del convento de San Francisco, cuyas tapias daban a la calle. Lo que sí puedo asegurar es que como «calle del Verdugo» aparece rotulada en el plano de 1738. Ya en el de los hermanos Ameller de 1844 figura con el nombre de «calle de Caldereros», por razón también expuesta en otra calle, de haber en ella varios talleres y fraguas de herreros, con sus accesorios a la de la Alegría, siendo el acuerdo de fecha de 17 de Febrero de 1843. Mas el Ayuntamiento en una sesión de Marzo de 1897 acordó designar con el actual título de «calle de Montero Calvo» el antiguo «de Caldereros», en recuerdo de un buen pintor vallisoletano del que se esperó mucho, bien fundadamente.

Arturo Montero y Calvo nació en Valladolid en 1854 y en su Escuela de Bellas Artes hizo los primeros estudios de dibujo y pintura, pasando a Madrid al de Don Federico de Madrazo. La Diputación provincial de Valladolid le pensionó para que se perfeccionase en el arte de la Pintura en Roma, y a la gran ciudad caminó Arturo con grandes entusiasmos y fervores. Presentó lienzos en varias exposiciones, en casi todas las cuales fueron premiadas sus obras, mereciendo singular mención Rinconete y Cortadillo y, sobre todo, Nerón ante el cadáver de su madre Agripina, segunda medalla en la Exposición nacional de 1887, cuando aún había que sacar las medallas a pulso, y cuyo cuadro me dio motivo para grandes polémicas con mis condiscípulos, pues entonces era yo alumno de la Escuela de Arquitectura de Madrid.

Traté poco a Arturo Montero, mas me convencí que era un hombre que solamente pensaba en el Arte y solo de él hablaba y podía hablar. Pero murió muy joven y todo se desvaneció. Falleció, en efecto, el 13 de Julio de 1888, aun siendo yo estudiante, en Madrid, y el Ayuntamiento acordó, según se ha dicho, perpetuar el recuerdo de su hijo, pintor de tantísimas ilusiones y esperanzas, dando sus apellidos a una modesta, pero muy conocida y vulgarísima calle de la ciudad.